# Cetenov
Cetenov település Csehországban, Libereci járásban. Cetenov Ralsko, Všelibice, Osečná, Hlavice és Český Dub településekkel határos. Lakosainak száma 117 fő (2024. január 1.).

## Népesség
A település lakosságának változását az alábbi diagram mutatja:
| Lakosok száma | 559  | 501  | 432  | 239  | 169  | 111  | 120  | 117  | 111  | 117  |
|               | 1869 | 1890 | 1921 | 1950 | 1980 | 2001 | 2017 | 2019 | 2022 | 2024 |